# Campionato oceaniano maschile di pallacanestro 1987
L'8º campionato oceaniano maschile di pallacanestro FIBA (noto anche come FIBA Oceania Championship 1987) si è svolto dal 31 agosto al 4 settembre 1987 in Nuova Zelanda.
I campionati oceaniani maschili di pallacanestro sono una manifestazione biennale tra le squadre nazionali del continente, organizzata dalla FIBA Oceania. Per la prima volta nella storia partecipa la nazionale di basket di Tahiti

## Squadre partecipanti
- Australia
- Nuova Zelanda
- Tahiti

## Turno preliminare
31 agosto
| Australia | 136–31 | Tahiti |

1º settembre
| Australia | 88–75 | Nuova Zelanda |

2 settembre
| Nuova Zelanda | 119–53 | Tahiti |

## Finale
4 settembre
| Australia | 115–59 | Nuova Zelanda |

## Campione
Australia
(8º titolo)